# طبقه‌بندی بین‌المللی عملکرد، ناتوانی و سلامت
طبقه بندی بین المللی عملکرد، ناتوانی و سلامت (ICF) طبقه بندی از مولفه‌های سلامتی عملکرد و ناتوانی است.
ICF در ۲۲ مه ۲۰۰۱ در طی پنجاه و چهارمین مجمع جهانی بهداشت از همه ۱۹۱ عضو سازمان بهداشت جهانی (WHO) تأیید دریافت کرد. تصویب آن پس از نه سال بازنگری بین المللی با هماهنگی WHO انجام شد. طبقه بندی اولیه WHO برای تأثیر بیماری‌ها، طبقه بندی بین المللی اختلالات، محدودیت‌ها و معلولیت‌ها (ICIDH)، در سال ۱۹۸۰ ایجاد شد.
طبقه بندی ICF مکمل طبقه بندی بین المللی بیماریهای (ICD) (بازنگری دهم) است که حاوی اطلاعاتی در مورد تشخیص و وضعیت سلامتی است، اما در مورد وضعیت عملکرد نیست. ICD و ICF طبقه بندی اصلی در خانواده طبقه بندی بین المللی WHO (WHO-FIC) را تشکیل می‌دهند. : 3–4 

## بررسی اجمالی
ICF در اطراف اجزای گسترده زیر ساخته شده‌است:
- عملکردها و ساختار بدن
- فعالیتها (مربوط به وظایف و اقدامات شخصی) و مشارکت (مشارکت در موقعیت زندگی)
- اطلاعات تکمیلی در مورد شدت و عوامل محیطی

عملکرد و ناتوانی به عنوان یک تعامل پیچیده بین وضعیت سلامتی فرد و عوامل زمینه ای محیط و همچنین عوامل شخصی مشاهده می‌شود. تصویری که توسط این ترکیب عوامل و ابعاد تولید می‌شود، مربوط به «فرد در دنیای خود» است. طبقه بندی این ابعاد را به عنوان تعاملی و پویا به جای خطی یا استاتیک تلقی می‌کند. این امکان را برای ارزیابی درجه معلولیت فراهم می‌کند، اگرچه ابزار اندازه‌گیری نیست. این برای همه افراد، از هر شرایط سلامتی، قابل استفاده است. زبان ICF در زمینه اتیولوژی خنثی است، و بیشتر بر عملکرد و نه بیماری یا بیماری تأکید دارد. همچنین با دقت طراحی شده‌است تا در بین فرهنگ‌ها و همچنین گروه‌های سنی و جنسیت مرتبط باشد و برای جمعیت‌های ناهمگن بسیار مناسب باشد.

## فواید
استفاده از ICF برای بیمار و پزشک متخصص فوایدی دارد. یک مزیت عمده برای بیمار، ادغام جنبه‌های جسمی، روحی و اجتماعی وضعیت سلامتی وی است. تمام جنبه‌های زندگی فرد (توسعه، مشارکت و محیط)، به جای اینکه فقط بر روی تشخیص وی تمرکز کند، در ICF گنجانده شده‌است. یک تشخیص در مورد توانایی‌های عملکردی شخص کمی نشان می‌دهد. تشخیص برای تعیین علت و پیش آگهی مهم است، اما شناسایی محدودیت‌های عملکرد اغلب اطلاعاتی است که برای برنامه‌ریزی و اجرای مداخلات استفاده می‌شود. هنگامی که تیم توانبخشی از فعالیت‌های روزمره ای که مشتری برای شرکت در آن آگاهی دارد، مطلع شد، می‌توان از توالی حل مسئله تنظیم شده توسط ICF استفاده کرد. به عنوان مثال یک متخصص کاردرمانی، بیمار را مشاهده می‌کند که فعالیتهای روزمره خود را انجام می‌دهد و توانایی‌های عملکردی بیمار را یادداشت می‌کند. سپس از این اطلاعات برای تعیین میزان بهبود توانایی‌های فرد از طریق درمان و تغییر میزان محیط برای تسهیل عملکرد فرد استفاده می‌شود. مداخله در یک سطح (توانایی‌های فعلی) این امکان را دارد که از وقایع در سطح موفقیت‌آمیز جلوگیری کند یا تغییر دهد (مشارکت). به عنوان مثال، آموزش علائم دستی به کودک ناشنوا تعامل مosterثری را تقویت می‌کند و مشارکت فرد با
درمانگران توانبخشی نه تنها در کارهای روزمره با بیماران خود، بلکه همچنین هنگام کار با سایر رشته‌های پزشکی با ICF بیمارستان‌ها و سایر ادارات بهداشتی مقامات بهداشتی و سیاست گذاران توانمند می‌شوند. همه موارد بصورت عملیاتی با توضیحات مشخص تعریف شده‌اند که می‌توانند با وضوح و سهولت در ارزیابی‌های زندگی واقعی اعمال شوند. زبان مورد استفاده در ICF به تسهیل ارتباط بهتر این گروه از افراد کمک می‌کند.

## ارتباط بالینی
دانستن اینکه چگونه یک بیماری بر عملکرد فرد تأثیر می‌گذارد، برنامه‌ریزی بهتر خدمات، درمان و توان بخشی را برای افراد دارای معلولیت طولانی مدت یا شرایط مزمن امکان‌پذیر می‌کند. ICF فعلی درک جامع تری از سلامتی را تشکیل می‌دهد و به جای تمرکز بر بیماری، بیماری یا ناتوانی، یک نمایه جامع از یک فرد را تشکیل می‌دهد. پیامدهای استفاده از ICF شامل تأکید بر نقاط قوت افراد، کمک به افراد در مشارکت گسترده‌تر در جامعه با استفاده از مداخلات با هدف افزایش توانایی‌های آنها و در نظر گرفتن عوامل محیطی و شخصی است که ممکن است مشارکت آنها را مختل کند. مقدماتی: مقدماتی ICF «ممکن است به صورت بالینی به عنوان سطوح عملکردی که در یک استاندارد یا کلینیک و در محیط‌های روزمره دیده می‌شود، ترجمه شود». افراد واجد شرایط از استانداردسازی و درک عملکرد در ارزیابی چند رشته‌ای پشتیبانی می‌کنند. آنها همه اعضای تیم را قادر می‌سازند تا میزان مشکلات را حتی در مناطقی که فرد متخصص نیستند، کمی کنند. بدون صلاحیت، کدهای معنی ذاتی ندارند. اختلال، محدودیت یا محدودیت، از ۰ (بدون مشکل؛ ۰–۴٪)، ۱ (مشکل خفیف: ۵–۲۴٪)، ۲ (مشکل متوسط: ۲۵–۴۹٪)، ۳ (مشکل جدی: ۵۰-) واجد شرایط است. ۹۵٪) تا ۴ (مشکل کامل: ۹۶–۱۰۰٪). فاکتورهای محیطی با مقیاس منفی و مثبت که نشان دهنده میزان عملکرد محیط به عنوان مانع یا تسهیل‌کننده است، کمی می‌شوند. برای اهداف بیمه، افراد واجد شرایط می‌توانند اثربخشی درمان را توصیف کنند. می‌توان کاهش نمره مقدماتی را افزایش توانایی عملکردی بیمار دانست.

## مجموعه‌های اصلی
یک مجموعه هسته‌ای ICF می‌تواند به عنوان یک چارچوب مرجع و ابزاری عملی برای طبقه بندی و توصیف عملکرد بیمار به روشی کارآمدتر عمل کند. مجموعه‌های اصلی ICF می‌توانند در طول دوره مراقبت و در طول یک وضعیت بهداشتی مورد استفاده قرار گیرند. طبقه بندی ICF شامل بیش از ۱۴۰۰ دسته محدودیت استفاده از آن در عمل بالینی است. استفاده از حجم اصلی ICF با بیماران خود زمانبر است. فقط بخشی از دسته‌ها مورد نیاز است. به عنوان یک قاعده کلی، ۲۰٪ کدها ۸۰٪ واریانس مشاهده شده در عمل را توضیح می‌دهند. مجموعه‌های ICF Core برای توصیف سطح عملکرد بیمار تا حد ممکن، اما به همان تعداد لازم، شامل دسته بندی ICF است. این فرضیه وجود دارد که با استفاده از یک مجموعه هسته ICF، در هنگام کدگذاری موارد بالینی، اطمینان بین آزمون دهنده افزایش می‌یابد زیرا فقط از گروه‌های مربوطه برای یک بیمار خاص استفاده می‌شود. از آنجا که تمام دسته‌های مربوطه در یک مجموعه هسته ای ICF ذکر شده‌است، استفاده از آن در ارزیابی‌های چند رشته‌ای، متخصصان بهداشت را از دست دادن جنبه‌های مهم عملکرد محافظت می‌کند.

## استفاده برای کودکان
با استفاده از پزشکان و محققان از ICF، آنها از محدودیت‌های آن آگاهی بیشتری پیدا کردند. ICF توانایی طبقه بندی خصوصیات عملکردی کودک در حال رشد را ندارد. در طول سالهای اول زندگی کودک، کدهای ICF مختلف مورد نیاز است تا رشد و نمو معلولیت را حتی در صورت عدم تغییر تشخیص کودک، ثبت کند. سیستم کدگذاری می‌تواند اطلاعات اساسی در مورد شدت یک وضعیت سلامتی از نظر تأثیر آن بر عملکرد را فراهم کند. این می‌تواند نقش مهمی در ارائه دهندگان مراقبت از کودکان مبتلا به اختلالات طیف مانند اوتیسم یا فلج مغزی داشته باشد. کودکان مبتلا به این شرایط ممکن است تشخیص‌های یکسانی داشته باشند، اما توانایی‌ها و سطح عملکرد آنها به مرور زمان و در افراد متفاوت است. اولین پیش نویس طبقه بندی بین المللی عملکرد، معلولیت و سلامت کودکان و جوانان (ICF-CY) در سال ۲۰۰۳ تکمیل و در سال ۲۰۰۷ منتشر شد. ICF-CY برای سازگاری با ICF بزرگسالان ساخته شده‌است. یک تفاوت عمده بین ICF-CY و ICF این است که مقدماتی عمومی از ICF بزرگسالان در حال حاضر شامل جنبه‌های رشد و تکامل برای کودکان و جوانان در ICF-CY است. توضیحات کدها در ICF-CY اصلاح و گسترش یافت و محتوای جدید به کدهای قبلاً استفاده نشده اضافه شد. کدها به ویژگی‌های سند به عنوان سازگاری، پاسخگویی، پیش‌بینی، ماندگاری و قابلیت دسترسی افزوده شدند. کدهای «سنجش» و «اکتشاف اشیا» و همچنین «اهمیت یادگیری» گسترش یافتند. از آنجا که شغل اصلی کودک بازی است، افزودن کدهای بیشتر در این زمینه نیز مهم است. سطوح مختلف بازی دارای کدهای جداگانه در ICF-CY هستند (انفرادی، تماشاگر، موازی). این با ICF بزرگسالان در تضاد است زیرا فقط یک کد در مورد اوقات فراغت یا تفریح وجود دارد.
تغییر در کدهای ICF-CY با گذشت زمان نشان دهنده اثرات رشد ناشی از تعامل کودک با محیط است. عوامل محیطی بر عملکرد و تکامل کودک تأثیر می‌گذارد و می‌تواند به عنوان موانع یا تسهیل‌کننده‌های استفاده از ICF-CY ثبت شود. محیط کلیدی کودکان و نوجوانان شامل خانه‌های آنها، مراکز مراقبت روزانه، مدارس و امکانات تفریحی مانند زمین بازی، پارک‌ها و زمین‌های توپ است. کودکان در زمان رشد چندین بار بین محیط‌های مختلف جابجا می‌شوند. به عنوان مثال، کودکی به دبستان یا دبیرستان یا از یک سرویس یا موسسه خدمات به دیگری می‌رود. توجه به این انتقال کودکان معلول به عنوان یک نقش مهم برای ارائه دهندگان خدمات بهداشتی شناسایی شده‌است. انتقال به آماده‌سازی و برنامه‌ریزی برای یافتن محیطی مناسب و مناسب برای نیازهای کودک نیاز دارد. با استفاده از یک سیستم کدگذاری مانند ICF-CY ، انتقال روانتر خواهد بود و مداخلات می‌توانند از همان جایی که ارائه دهنده خدمات درمانی قبلی متوقف شده‌است، شروع شوند.

## بیشتر خواندن
- Rosenbaum, Peter; Stewart, Debra (March 2004). "The world health organization international classification of functioning, disability, and health: a model to guide clinical thinking, practice and research in the field of cerebral palsy" (PDF). Seminars in Pediatric Neurology. 11 (1): 5–10. doi:10.1016/j.spen.2004.01.002. PMID 15132248.[پیوند مرده]
- How to use the ICF: A practical manual for using the International Classification of Functioning, Disability and Health (ICF) (PDF) (Draft ed.), Geneva: World Health Organization, October 2013.